# 天天好天
《天天好天》（英語：Great Day）是一部於2011年上映的馬來西亞電影，由青元执导。该片主要在玻璃市港口取景，是马来西亚最卖座的中文电影之一。

## 演員表
- 林德榮 飾 阿福
- 顏江翰 飾 林效舜
- 林耀明 飾 林丹
- 陳志康 飾 林志穎
- 尹滙雰 飾 劉多好
- 卓卉勤 飾 林鳳嬌

## 獎項
| 獎項         | 獎項           | 受獎者         | 階段／結果 |
| ------------ | -------------- | -------------- | ---------- |
| 第一屆金箏獎 | 最佳電影       | 《天天好天》   | 提名       |
| 第一屆金箏獎 | 最佳導演       | 周青元         | 提名       |
| 第一屆金箏獎 | 最佳編劇       | 李勇昌         | 提名       |
| 第一屆金箏獎 | 最佳男主角     | 林耀明         | 提名       |
| 第一屆金箏獎 | 最佳男配角     | 林德榮         | 獲獎       |
| 第一屆金箏獎 | 最佳男配角     | 顏江翰         | 提名       |
| 第一屆金箏獎 | 最佳女配角     | 卓卉勤、李馨巧 | 提名       |
| 第一屆金箏獎 | 最佳造型       | 吕素君         | 提名       |
| 第一屆金箏獎 | 最佳美術       | 孙詠钊         | 提名       |
| 第一屆金箏獎 | 最佳摄影       | 杨俊麟         | 提名       |
| 第一屆金箏獎 | 最佳剪接       | 麦志康         | 提名       |
| 第一屆金箏獎 | 最佳音效       | 杜篤之         | 提名       |
| 第一屆金箏獎 | 最佳音樂       | 辛伟力         | 提名       |
| 第一屆金箏獎 | 最佳電影主题曲 | 《彩虹的家》   | 提名       |

## 外部連結
- 開眼電影網上《天天好天》的資料（繁體中文）
- 豆瓣电影上《天天好天》的資料 （简体中文）
- 时光网上《天天好天》的資料（简体中文）
- 互联网电影数据库（IMDb）上《天天好天》的资料（英文）